# Louis-Antoine de Bourbon-Condé
Signature
Louis-Antoine-Henri de Bourbon-Condé, connu dans l'histoire sous son titre de duc d'Enghien, né le 2 août 1772 à Chantilly et mort fusillé le 21 mars 1804 à Vincennes, est un prince du sang français. Il est le 10e et dernier duc d'Enghien, et l'ultime descendant de la maison de Condé.

## Biographie

### Enfance
Louis-Antoine-Henri de Bourbon-Condé naît le 2 août 1772 à Chantilly. Il est le fils unique de Louis, dernier prince de Condé, et de Louise-Marie-Thérèse-Bathilde d'Orléans. Le jour de sa naissance, il est ondoyé par Gérard Billet, curé doyen de la chapelle de Chantilly de 1733 à 1786, en présence de ses deux grands-pères : son grand-père maternel Louis-Philippe d'Orléans et son grand-père paternel Louis V Joseph de Bourbon-Condé.
Enfant de constitution délicate, le jeune Louis-Antoine-Henri grandit d'abord avec ses nourrices au domaine de Chantilly, dans le château d'Enghien, un bâtiment construit peu avant sa naissance, en 1769, par l'architecte Jean-François Leroy, et situé face au château de son grand-père.

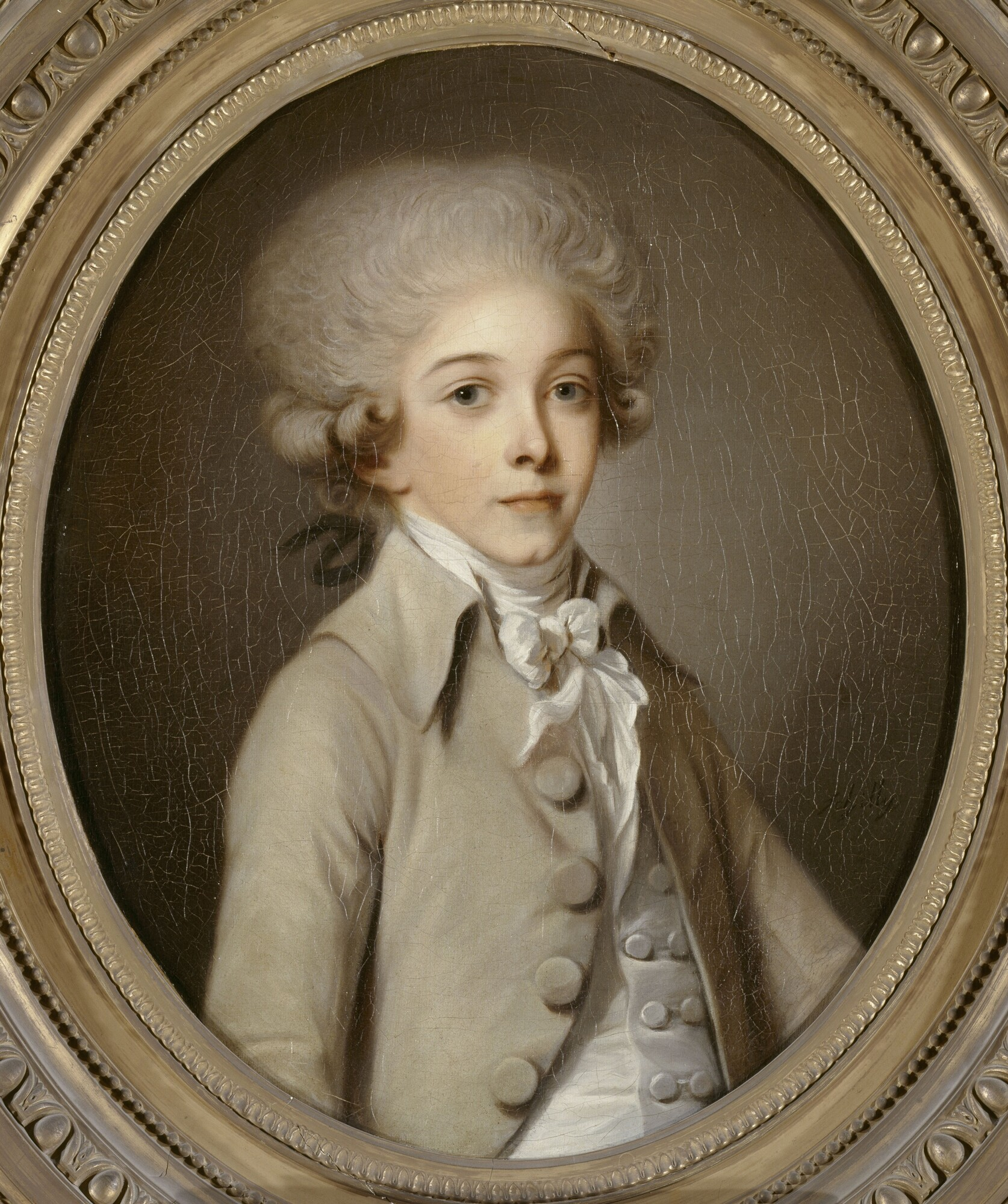
Le duc d'Enghien, enfant.

Après un début d'union romanesque, ses parents se séparent officiellement en 1781. Sa mère est confinée à Chantilly : elle idolâtre son fils, peint son portrait et s'intéresse à l'ésotérisme en vogue. Mais sa tutelle passe au prince de Condé qui, aidé d'un vétéran, Monsieur de Virieu, aguerrit l'enfant par des exercices physiques (équitation, marche, natation, jeu de paume...), et vise à développer son intérêt pour la chose militaire en lui rappelant notamment l'exemple de leur aïeul, le Grand Condé. Quant à ses études, elles sont confiées à l'abbé Claude-François-Xavier Millot.
C'est âgé de presque 13 ans que Louis-Antoine-Henri est baptisé le 17 mai 1785, en la chapelle royale du château de Versailles par Armand de Roquelaure (1721-1818), évêque de Senlis et premier aumônier du roi ; son parrain est le roi Louis XVI et sa marraine est la reine Marie-Antoinette.

### L'émigration
Le 14 juillet 1789, lors de la prise de la Bastille, le jeune duc d'Enghien, son père le duc de Bourbon, et son grand-père le prince de Condé, gagnent Versailles pour s'entretenir avec le roi des suites à donner à l'événement. Il note dans son journal : 

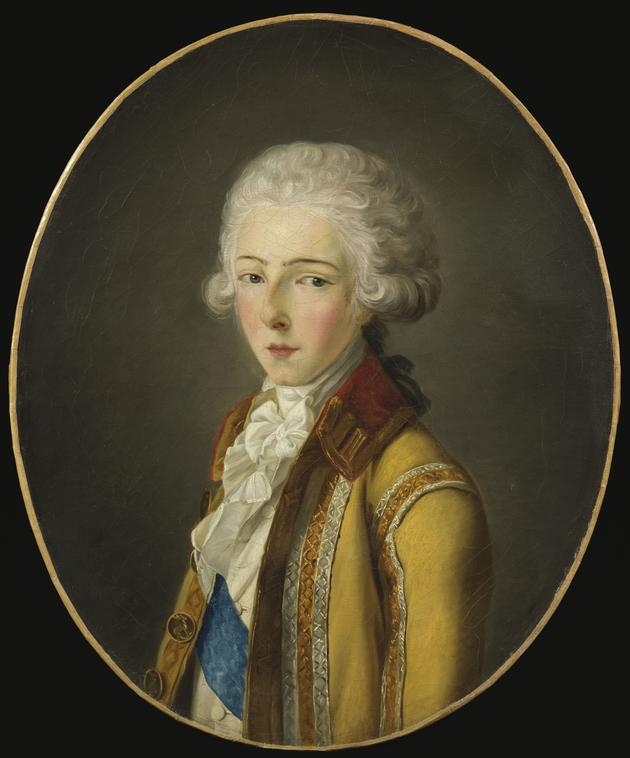
Nanine Vallain, Portrait de Louis-Antoine-Henry de Bourbon-Condé, duc d'Enghien, vers 1788, musée Condé, Chantilly

« Le Roi commençait à céder, soit à l'instigation de Necker, soit entraîné par sa bonté ordinaire. Le peuple n'en devint que plus entreprenant. Toujours enhardi par sa faiblesse, il résolut d'amener le Roi à Paris, seul, sans gardes et comme un prisonnier qui comparaît devant ses juges. Cette humiliation et le refus du Roi qui ne voulut point permettre à mon grand-père de le suivre à Paris décidèrent mes parents à sortir du royaume et à y chercher des remèdes aux maux de la France. »
L'émeute parisienne s'étend très vite aux campagnes environnantes : à Chantilly, des serviteurs des Condé sont malmenés. Trois jours après la chute de la Bastille, ces derniers quittent la France, retrouvent le comte d'Artois à Bruxelles, et s'établissent d'abord à Turin, auprès de la princesse de Piémont Clotilde, sœur de Louis XVI, et du beau-père des comtes de Provence et d'Artois, Victor-Amédée III de Sardaigne. Ils s'installent ensuite à Worms, sur les terres du prince-archevêque Frédéric-Charles Joseph d'Erthal, et enfin à Ettenheim, dans la partie allemande du diocèse du cardinal de Rohan, archevêque de Strasbourg. C'est là que le duc d'Enghien fait la connaissance de celle qui deviendra l'amour de sa vie, Charlotte de Rohan-Rochefort, nièce du cardinal. Cependant, ce premier séjour en pays de Bade ne dure pas, et commencent alors neuf années d'errance à travers l'Europe, au gré des combats de l'armée des princes.

### L'armée de Condé

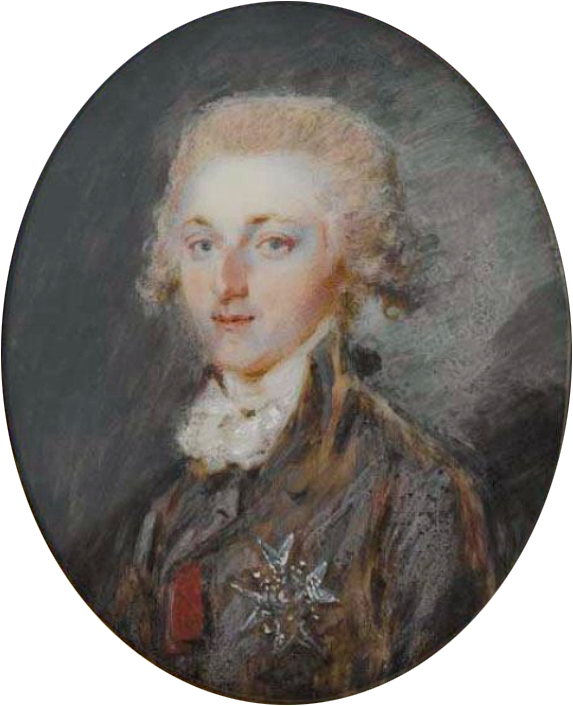
Pierre Adolphe Hall, miniature représentant le duc d'Enghien, portant les insignes des ordres du Saint-Esprit et de Saint-Louis.

Le duc d'Enghien rejoint l'Armée des émigrés qui se forme outre-Rhin sous le commandement de son grand-père, le prince de Condé, et de son père, le duc de Bourbon. Leur but est de marcher sur Paris pour restituer à Louis XVI les pouvoirs que lui a arrachés l'Assemblée nationale constituante.
En 1792, le duc d'Enghien prend la tête de l'« Armée royale française ». Cette dernière s'engage en août dans l'invasion de la France aux côtés des corps autrichiens et prussiens réunis sous le commandement du duc Charles-Guillaume Ferdinand de Brunswick, expédition qui échoue en septembre lors la bataille de Valmy. Malgré cela, Enghien se taille une réputation de chef de guerre : les soldats le surnomment le « duc-va-de-bon-coeur », et, le 2 février 1794, il reçoit des mains du comte de Provence la croix de Saint-Louis pour son comportement valeureux.

Cependant, avec les années, le duc perd espoir :
« Je ne crois plus à la contre-révolution ; je vois avec chagrin que d'avoir fait toute la guerre dans l'armée de Condé sera avoir perdu mon temps. »

### Vie privée

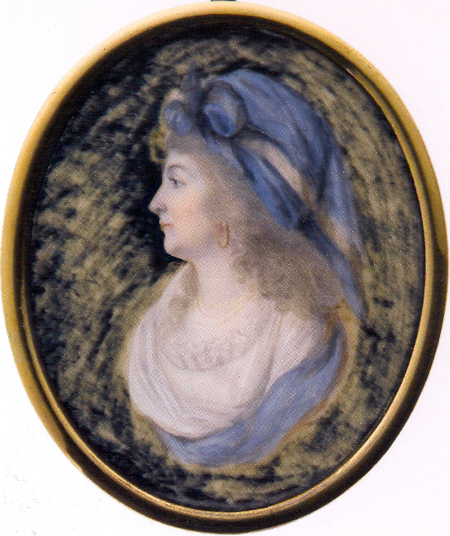
Charlotte de Rohan-Rochefort (1767-1841), fiancée du duc d'Enghien

De retour à Ettenheim dans le margraviat de Bade, à quelques lieues de la frontière française, sans ressources autres qu'une modique pension du gouvernement britannique, il s'y établit dans une simple maison, entouré de quelques fidèles tels le marquis de Thumery, le baron de Grünstein, le lieutenant Schmidt et son fidèle serviteur Joseph Calonne.
Ses projets de mariage avec la princesse Caroline de Bade ayant été contrariés par le margrave Charles-Frédéric, il vit ouvertement avec la femme de sa vie, Charlotte de Rohan-Rochefort,. Tout projet de mariage paraît impossible, dans la mesure où la jeune femme, si elle est issue d'une des plus prestigieuses familles de France, n'est pas de sang royal. Qui plus est, elle est la nièce du cardinal de Rohan, autrefois compromis dans l'affaire du collier de la Reine.
Selon Charles Lefeuve (1818-1882), historien de la ville de Paris, Charlotte aurait toutefois, en 1794, à la suite de sa liaison avec le duc d'Enghien, accouché de deux filles jumelles, dans l'ancien hôtel Rohan-Rochefort au 19, rue Bonaparte, par le docteur Moulin.

## L'affaire du duc d'Enghien

### Le complot royaliste
En mai 1803, alors que la paix d'Amiens est rompue, Georges Cadoudal, ancien général en chef de l'armée catholique et royale de Bretagne, accompagné du général Pichegru et du général Moreau, fomente un projet d'attentat contre Bonaparte, alors Premier Consul, pour restaurer la royauté.
Dès mars 1804, à la suite d'une perquisition chez Armand de Chateaubriand (le cousin du mémorialiste), Bonaparte découvre l'existence du complot et fait arrêter la plupart des conjurés. Cadoudal, arrêté le 9 mars, reconnaît que le complot attend pour son exécution le retour d'un prince de sang royal, qui doit se mettre à sa tête et qui pourrait, une fois revenu en France, se proclamer lieutenant général du royaume et préparer la restauration des Bourbons.
Le futur Louis XVIII séjourne alors en Pologne avec son neveu le duc d'Angoulême, le comte d'Artois est en Angleterre avec son fils cadet le duc de Berry, et les soupçons se portent donc très vite sur le duc d'Enghien, seul à demeurer près de la frontière française. La police consulaire sait par ailleurs qu'Enghien est en relation avec les ennemis du régime, émigrés et royalistes de l'intérieur. Elle croit par ailleurs savoir, mais se trompe, que Charles François Dumouriez lui a rendu visite. Le préfet du Rhin, enfin, signale, en partie à tort, d'importants rassemblements d'émigrés autour d'Ettenheim. La correspondance de l'ambassadeur anglais Sir Francis Drake, qui est portée à la connaissance du Premier Consul vers la même époque, achève de le convaincre : elle fait également état de l'arrivée clandestine d'un Bourbon sur le sol de la République.

### Arrestation et exécution

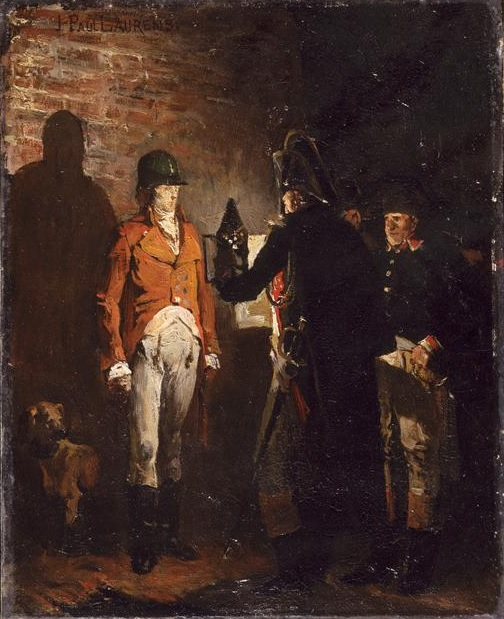
La Mort du duc d'Enghien (esquisse) par Jean-Paul Laurens (1873)

Dans la nuit du 15 au 16 mars 1804, le duc est enlevé dans la principauté de Bade par un groupe de soldats conduits par le général Ordener. Avant même son arrivée à Paris, un procès expéditif est préparé.
Le 20 mars, peu avant minuit, le duc fait face à un premier interrogatoire au château de Vincennes ; à une heure du matin le 21 mars, il est traduit devant un conseil de guerre présidé par Pierre-Augustin Hulin. Ce conseil a pour ordres de juger rapidement de la cause, et la condamnation à mort est déjà prévue dans l'arrêté pris par Bonaparte. Tout en se déclarant l'ennemi du gouvernement, il rejette les accusations de participation au complot royaliste en cours. Par contre, il précise qu'il attendait à Bade les instructions du gouvernement britannique qui devait sous peu faire appel à ses services dans cette région. En présence de Savary, envoyé par le Premier Consul, le conseil délibère rapidement : à deux heures du matin, le duc est condamné à mort à l'unanimité ; il est fusillé peu après, dans les fossés du château. Son corps est jeté dans une tombe supposée creusée à l'avance au pied du pavillon de la Reine. Les soldats du peloton s'abstiennent de dépouiller le cadavre de ses vêtements et de ses objets de valeur, comme le règlement les y autorise. Après la chute de l'Empire, on retrouvera dans la sépulture des pièces et une montre en or.

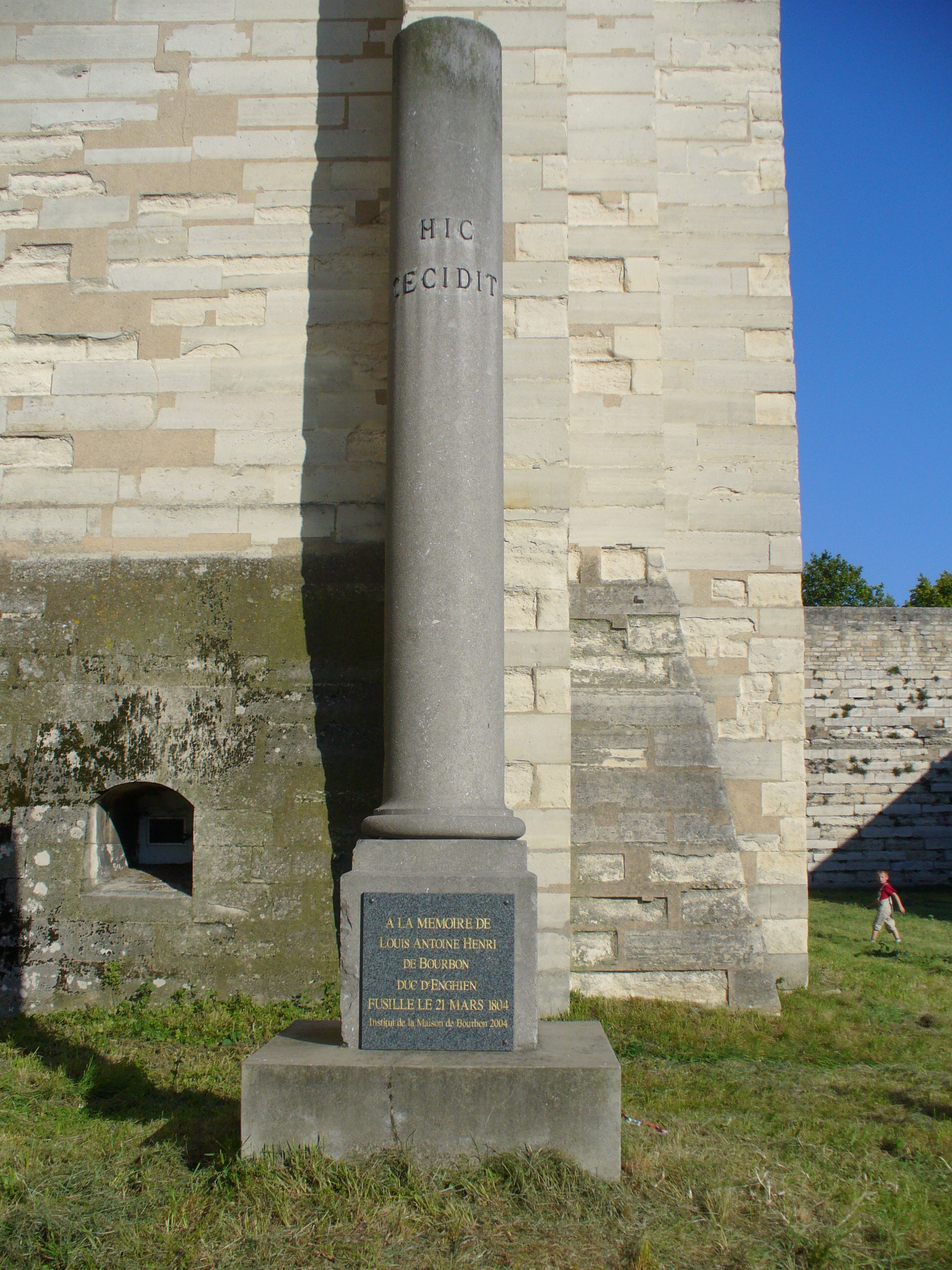
Colonne mortuaire érigée dans les fossés de Vincennes.

Avant de mourir, le prince a eu le temps de confier à un gendarme une enveloppe à l'attention de sa fiancée, Charlotte de Rohan-Rochefort, dans laquelle il a glissé une mèche de ses cheveux et un mot. L'enveloppe ne sera jamais transmise à sa destinataire. Celle-ci, inconsolable, portera le deuil pendant 30 ans, jusqu'à sa mort.[Interprétation personnelle ?]

### Réactions des contemporains
L'exécution soulève des vagues d'indignation dans plusieurs cours européennes. Londres protesta vigoureusement contre la part qu'on lui avait attribuée dans la conspiration, mais le gouvernement britannique ne pouvait nier avoir favorisé plusieurs intrigues contre le Premier Consul. En Russie, le tsar Alexandre Ier dicte ainsi une vive protestation (qui sera tempérée par ses ministres au moment de sa publication) : « Sa Majesté impériale, indignée d'une infraction aussi criante de tout ce que l'équité et le droit des nations peuvent prescrire de plus obligatoire, répugne de conserver plus longtemps des rapports avec un gouvernement qui ne connaît ni frein, ni devoir d'aucun genre et qui, entaché d'un assassinat atroce, ne peut plus être regardé que comme un repaire de brigands ». Le roi de Suède, Gustave IV Adolphe, ami personnel du duc d'Enghien, rompt ses relations diplomatiques avec la France. À Rome, le cardinal Consalvi rapporte que : "Quand le cardinal Fesch vint, de la part du chef de la France, annoncer au Pape l'assassinat de cette grande et innocente victime, le Saint-Père pleura beaucoup et dit que ses larmes coulaient autant sur la mort de l'un que sur l'attentat de l'autre".
Cependant, de manière générale, les cours européennes se montrent prudentes. Naples fit aviser l'ambassadeur Alquier que la cour ne porterait pas le deuil. La Prusse, qui tenait à l'alliance et à la neutralité françaises, n'osa protester et, pour éviter l'embarrassante question du deuil, la Gazette royale de Berlin ne fit aucune allusion au procès et à la condamnation du duc d'Enghien. Le même silence domine en Bavière, en Saxe, au Wurtemberg. L'Autriche, fragilisée par les guerres de la deuxième coalition, se soumet même à l'ordre de Talleyrand d'éloigner "immédiatement, à cinquante lieues des frontières, les émigrés français qui pouvaient rester dans la Souabe et dans le Brisgau". Quant à l'électorat de Bade, dont l'intégrité territoriale a pourtant été violée, il observe le silence : le baron de Dalberg, ambassadeur de Bade à Paris, ne se décide à informer officiellement sa cour que le 20 mars, au moment de l'exécution. Bonaparte dira d'ailleurs : "C'était au souverain de Bade seul à se plaindre, et il ne l'a pas fait".
Seule l'Espagne de Charles IV, pourtant issu de la maison de Bourbon, montre de la satisfaction auprès de l'ambassadeur Beurnonville : "Le roi a témoigné qu'il aurait désiré que le ci-devant prince ne se fût point compromis ainsi, et le prince de la Paix m'a rajeuni le mot déjà usé, que lorsqu'on a du mauvais sang, il faut le verser".

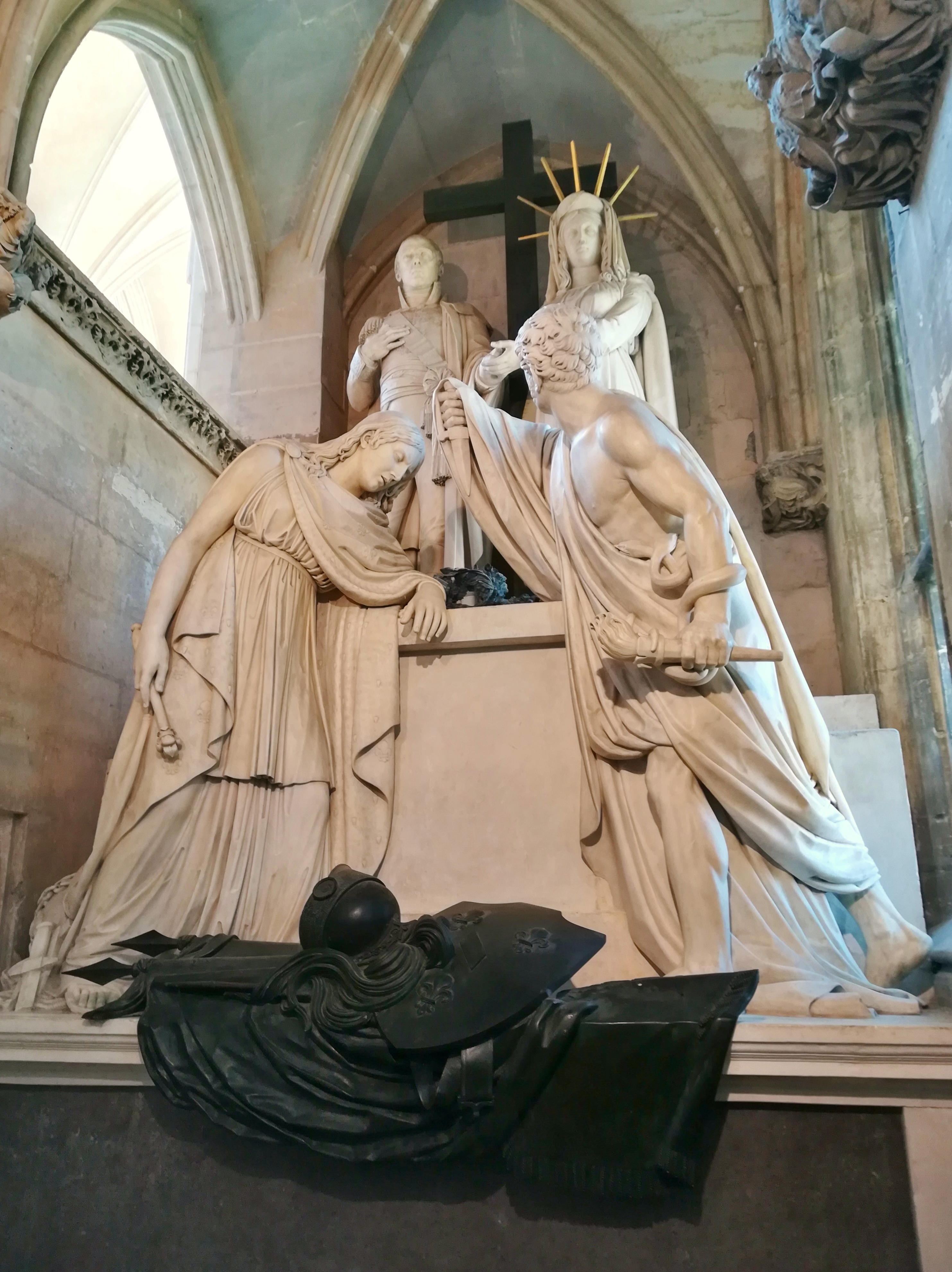
Pierre Louis Deseine : le tombeau du duc d'Enghien (1825, Sainte-Chapelle du Château de Vincennes).

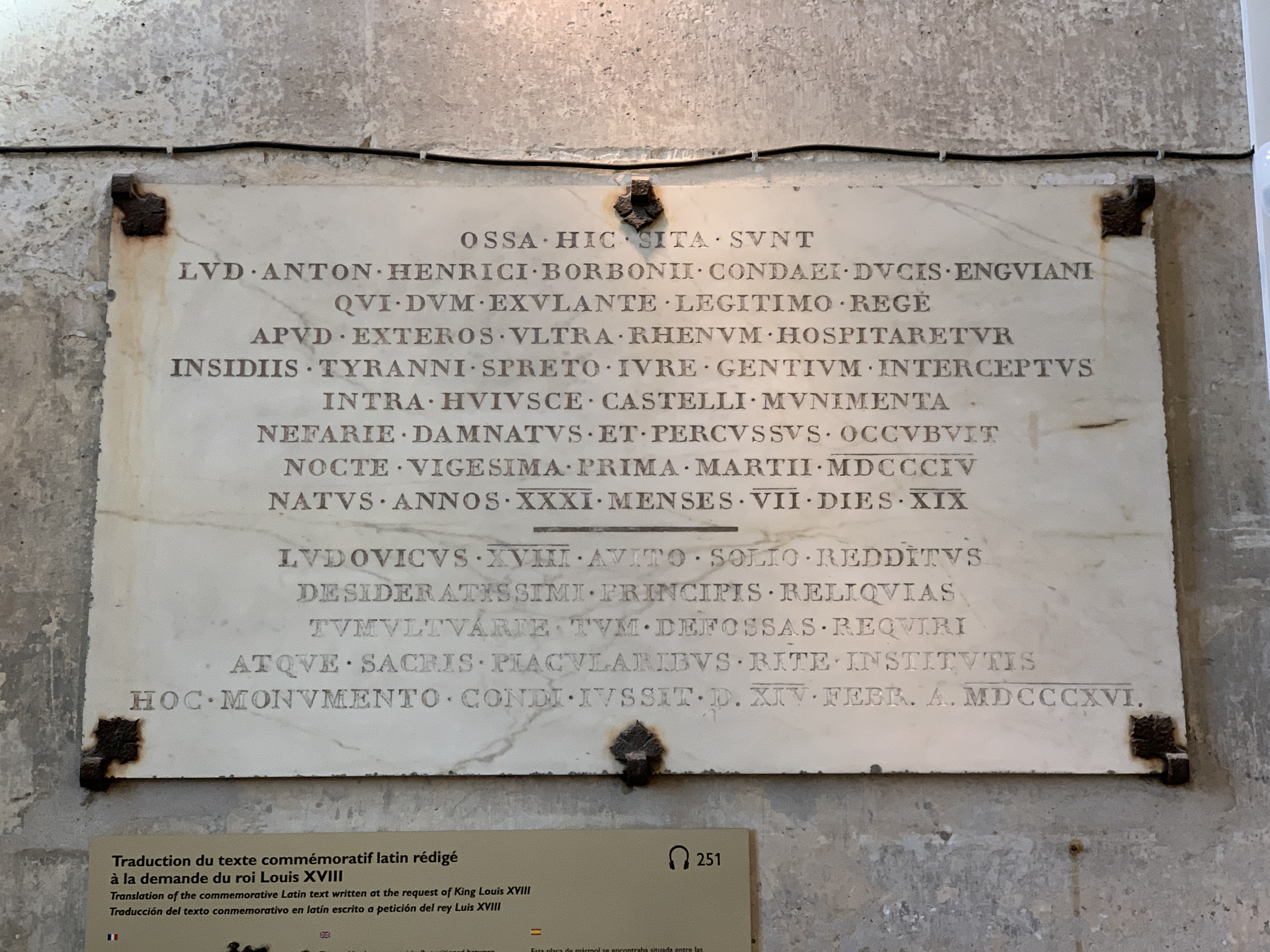
Épitaphe face au tombeau du duc d'Enghien dans la Sainte-Chapelle du Château de Vincennes.

Depuis son exil, Louis XVIII proteste vivement contre le silence des cours européennes. Il ira jusqu'à renvoyer à son cousin Charles IV ses insignes de chevalier de la Toison d'Or. Les royalistes français accusent Bonaparte de s'être lâchement débarrassé du dernier descendant de la maison de Condé. Jean-Gabriel Peltier s'en fait largement l'écho depuis son exil en Angleterre. Chateaubriand, profondément marqué par l'exécution du duc, présente sa démission à Talleyrand et consacrera au jeune duc de longues pages dans ses Mémoires (1848). Antoine Boulay de la Meurthe (1761-1840) stigmatise cette exécution qui, à ses yeux, est pour l'Empire non seulement un « crime », mais pire une « faute ».
Après la chute de Napoléon, la Restauration fera du duc d'Enghien l'un des martyrs de la royauté. En 1816, Louis XVIII fait transporter ses cendres dans la Sainte-Chapelle de Vincennes, sous un monument d'Alexandre Lenoir. En 1832, le légitimiste Édouard d'Anglemont lui consacre une tragédie.
Comme celui des généraux vendéens, son souvenir reste aujourd'hui vivace dans les milieux royalistes. Le bicentenaire de sa mort a été l'occasion de colloques et de débats.

## Titulature et décoration

### Titulature
- 2 août 1772 — 21 mars 1804 : Son Altesse Sérénissime Louis-Antoine de Bourbon, duc d'Enghien, prince du sang de France

### Décoration dynastique française
| Ordre du Saint-Esprit                   | Chevalier des ordres du Roi (2 février 1788)         |
| Ordre royal et militaire de Saint-Louis | Chevalier de l'ordre de Saint-Louis (2 février 1794) |

## Écrits du duc d’Enghien
- Correspondance du duc d'Enghien (1801-1804) et documents sur son enlèvement et sa mort  (publ. par le comte Alfred Boulay de la Meurthe), Paris, Picard, 1904-1913, 4 vol.
  - Tome 1er : Le Licenciement ; la Conspiration de Georges [lire en ligne].
  - Tome 2 : Découverte du complot ; la Sentence de Vincennes [lire en ligne].
  - Tome 3 : La Famille ; l'Europe [lire en ligne].
  - Tome 4 : Supplément, suivi du Récit de la campagne de 1796, par le duc d'Enghien [lire en ligne].
- [Correspondances originales et inédites des trois derniers princes de la maison de Condé]. Dans : Jacques Crétineau-Joly, Histoire des trois derniers princes de la maison de Condé : prince de Condé, duc de Bourbon, duc d'Enghien..., t. 2, Paris, Amyot, 1867, 514 p. (lire en ligne). — Ce deuxième tome contient la correspondance utilisée par l'auteur pour rédiger l'Histoire des trois derniers princes... qui occupe le premier tome. On y trouve plusieurs lettres du duc d'Enghien.
- Discours de M. le duc d'Enghien à M. le premier président, s. l., s. n., s. d., 3 p.
- « Journal de la campagne de 1796 », dans Correspondance du duc d'Enghien : 1801-1804  (publ. par Alfred Boulay de la Meurthe), t. 4, Paris, Alphonse Picard, 1913 (lire en ligne), p. 219-280.
- « Journal du duc d'Enghien écrit par lui-même et dont l'original a été remis au Premier consul le 1er germinal an XII [22 mars 1804] », dans André Dupin, Pièces judiciaires et historiques relatives au procès du duc d'Enghien..., Paris, Baudouin frères, 1823 (lire en ligne), p. V-VIII.
- « Lettre au roi, par M. le prince de Condé, M. le duc de Bourbon et M. le duc d'Eneghin [sic] », dans Lettre de Monsieur et de M. le comte d'Artois, au roi leur frère, avec la déclaration signée à Pilnitz le 27 août 1791, par l'empereur et le roi de Prusse, s. l., s. n., [1791] (lire en ligne), p. 8. — La lettre cosignée par le duc d'Enghien est datée de Worms, le 11 septembre [1791]. Il existe plusieurs éditions de cette lettre ; celle-ci semble être l'une des toutes premières.
- Mémoire adressé à l'Assemblée nationale par S. A. R. Mgr comte d'Artois et les princes du sang fugitifs, [Paris], Volland, [1790], 8 p. (lire en ligne). — Pièce apocryphe, cosignée par le duc « d'Anguien ».
- Mémoires et voyages du duc d'Enghien, Moulins, P.-A. Desrosiers, 1841, 462 p. (lire en ligne). — Précédés d'une notice sur la vie et la mort du duc d'Enghien par le comte de Choulot.
- Une correspondance pendant l'émigration, 1792-1797 : quarante-huit lettres inédites de Louis-Joseph de Bourbon, prince de Condé, du duc de Berry et du duc d'Enghien  (publ. par le père Carlos Sommervogel), Paris, Charles Douniol, 1867, 54 p. (lire en ligne). — Voir les lettres XLIV et XLV.